# 蔭三葉尺蛾
蔭三葉尺蛾（学名：Sauris inscissa）为尺蛾科三葉尺蛾屬下的一个种。